# Mordellistena convicta
Mordellistena convicta es una especie de coleóptero de la familia Mordellidae. Mide 2.5-3 mm hasta la punta de los élitros,  3-3.75 mm hasta el extremo anal. Se los encuentra en agallas, por ejemplo de Eurosta solidaginis. 

## Distribución geográfica
Habita en el este de Estados Unidos.